# Diócesis de Constantina

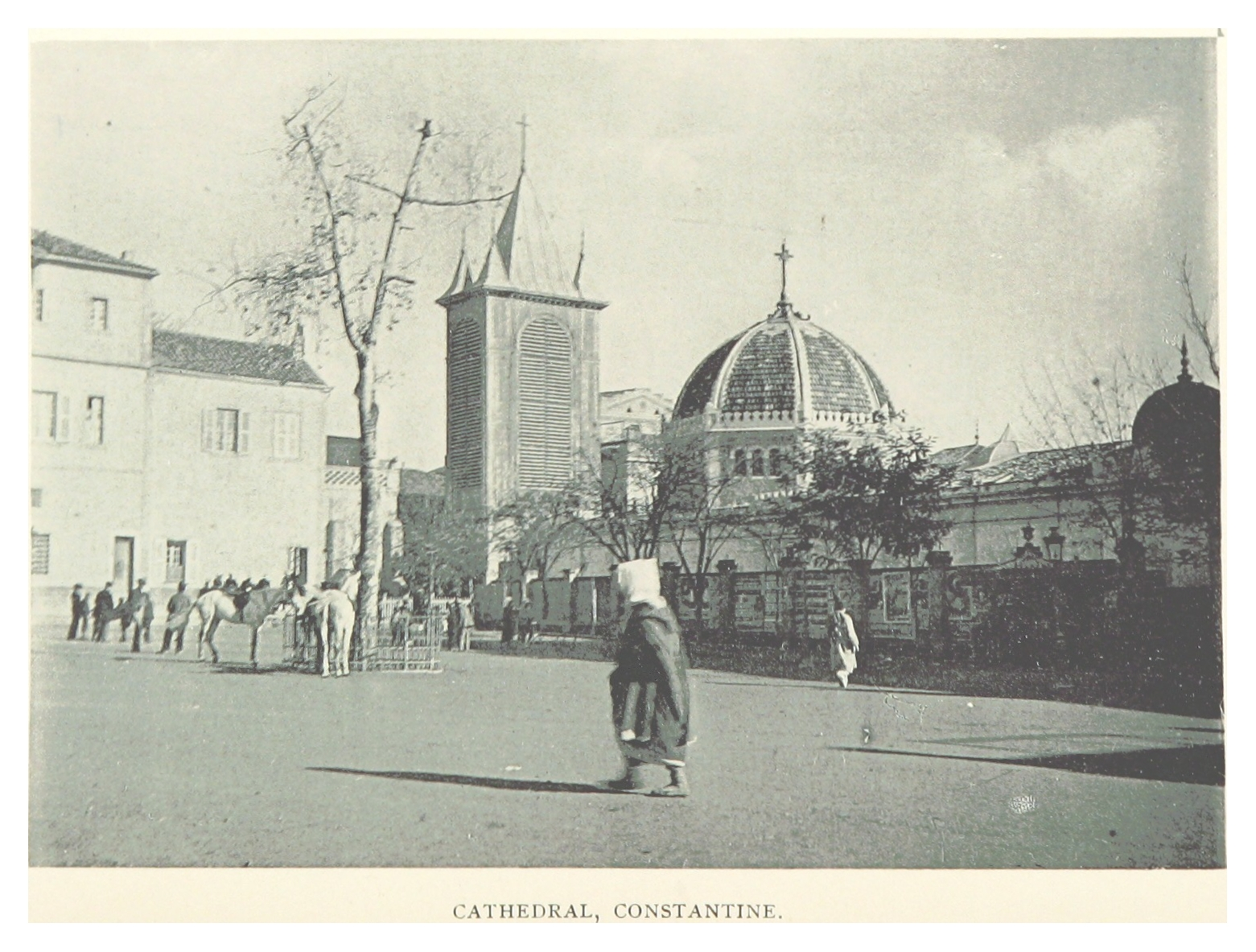
Antigua Catedral de Nuestra Señora de los Siete Dolores, 1895

La diócesis de Constantina (en latín: Dioecesis Constantiniana y en francés: Diocèse de Constantine-Hippone) es una circunscripción eclesiástica de rito latino de la Iglesia católica en Argelia, sufragánea de la arquidiócesis de Argel. La diócesis lleva además el título de Hipona (en latín: Hipponensis Regiorum). Desde el 11 de julio de 2025 su obispo es Michel Guillaud.

## Territorio y organización
La diócesis extiende su jurisdicción sobre los fieles católicos de rito latino residentes en las siguientes provincias de Argelia: El Tarf, Annaba, Skikda, Jijel, Bugía, Souk Ahras, Guelma, Constantina, Mila, Bordj Bou Arréridj, Oum el-Bouaghi, Batna, Biskra, Tébessa, Jenchela, y parte de la provincia de M'Sila.
La sede de la diócesis está en la ciudad de Constantina, en donde se encuentra la antigua Catedral de Nuestra Señora de los Siete Dolores, que en 1964 fue reconvertida en mezquita. Desde entonces la Basílica de San Agustín en Annaba funciona como procatedral de la diócesis.
En 2019 el territorio estaba dividido en 6 parroquias en Constantina, Annaba, Bejaia, Setif, Batna, Thebes y Skikda.

## Historia
Constantina corresponde a la antigua Cirta, que tomó su nombre actual a principios del siglo IV en honor al emperador Constantino I.
Ya fue sede episcopal en época romana; el primer obispo conocido fue Crescente, que participó en el Concilio de Cartago convocado por Cipriano de Cartago en 256 para discutir la cuestión de los lapsi. En 303 la persecución condujo al arresto del obispo Pablo y de un nutrido grupo de clérigos, que sufrieron el martirio; en las actas de su arresto se hace mención de la domus, in qua christiani conveniebant y del ajuar sagrado que fueron confiscados. El emperador Constantino hizo construir una basílica, que sin embargo fue confiscada por los donatistas después de 312; por ello, el emperador dio la orden de construir una nueva y al mismo tiempo enriqueció las posesiones de la Iglesia de Cirta con nuevas propiedades.
Entre los obispos donatistas de Cirta emergió sobre todo la figura de Petiliano, acérrimo opositor de Agustín de Hipona (hubo un intercambio epistolar entre ambos), y autor de escritos teológicos en defensa de las tesis donatistas (Del único bautismo y Epistola a los presbíteros y diáconos).
El último obispo conocido de Constantina fue Víctor, que fue uno de los prelados católicos convocados a Cartago por el rey vándalo Hunerico en 484 y que probablemente terminó sus días en el exilio. Poco se sabe sobre la comunidad cristiana de Constantina en la época vándala y bizantina. El área fue conquistada por los ejércitos musulmanes en 710 tras la conquista musulmana del Magreb y el cristianismo desapareció en Constantina.
En 1838 durante la invasión francesa, la mezquita Hussein Bey fue modificada y transformada en una iglesia católica con el nombre de Nuestra Señora de los Siete Dolores.
La diócesis actual fue erigida el 25 de julio de 1866 con la bula Clementissimus Deus del papa Pío IX, separando el territorio del departamento de Bona de la diócesis de Argel, que simultáneamente fue elevada a arquidiócesis metropolitana.
En el territorio se encuentra la antigua ciudad de Hipona (hoy Annaba), de la que san Agustín fue obispo. Desde el 23 de septiembre de 1867 los obispos de Constantina llevan el título de obispos de Hipona.
El 15 de febrero de 1936, con la carta apostólica Venerabilis Frater, el papa Pío XI proclamó a san Agustín patrono de la diócesis.
A partir de la independencia de Argelia en 1962, la población franco-católica del país (pieds-noirs) emigró masivamente a Francia. La Catedral de Nuestra Señora de los Siete Dolores fue nuevamente convertida en mezquita y abierta al culto musulmán con el nombre de Hussein Bey.

## Episcopologio

### Diócesis antigua
- Crescente † (mencionado en 256)
- San Agapio? † (?-259 falleció)
- Paolo † (mencionado en 303)
- Silvano † (5 de marzo de 305-después de 312)
- Zeusio † (mencionado en 330)
- Generoso ? † (antes de 400)
- Profuturo † (antes de 410)
- Fortunato † (mencionado en 411)
  - Petiliano † (mencionado en 411) (obispo donatista)
- Onorato Antonino † (en la época de Genserico)
- Vittore † (mencionado en 484)

### Diócesis moderna
- Félix-Joseph-François-Barthélemy de Las Cases † (12 de enero de 1867-29 de agosto de 1870 renunció)
- Joseph-Jean-Louis Robert † (27 de febrero de 1872-13 de junio de 1878 nombrado obispo de Marsella)
- Prosper Auguste Dusserre † (31 de julio de 1878-27 de febrero de 1880 nombrado arzobispo coadjutor de Argel[4])
- Barthélemy Clément Combes † (17 de febrero de 1881-15 de junio de 1893 nombrado arzobispo de Cartago)
- Ludovic-Henri-Marie-Ixile Julien-Laferrière † (29 de enero de 1894-12 de agosto de 1896 falleció)
- Jules-Etienne Gazaniol † (13 de octubre de 1896-22 de mayo de 1913 renunció[5])
- Jules-Alexandre-Léon Bouissière † (26 de mayo de 1913-10 de septiembre de 1916 falleció)
- Amiel-François Bessière † (2 de enero de 1917-3 de octubre de 1923 falleció)
- Emile-Jean-François Thiénard † (24 de marzo de 1924-26 de octubre de 1945 falleció)
- Léon-Etienne Duval † (3 de noviembre de 1946-3 de febrero de 1954 nombrado arzobispo de Argel)
- Paul-Pierre-Marie-Joseph Pinier † (27 de marzo de 1954-31 de enero de 1970 renunció[6])
- Jean Baptiste Joseph Scotto † (19 de agosto de 1970-25 de marzo de 1983 renunció)
- Gabriel Jules Joseph Piroird, Ist. del Prado † (25 de marzo de 1983-21 de noviembre de 2008 retirado)
- Paul Jacques Marie Desfarges, S.I. (21 de noviembre de 2008-24 de diciembre de 2016 nombrado arzobispo de Argel)
  - Sede vacante (2016-2019)
- Nicolas Pierre Jean Lhernould (9 de diciembre de 2019 - 4 de abril de 2024 nombrado Arzobispo de Túnez
- Michel Guillaud, desde el 11 de julio de 2025

## Estadísticas
De acuerdo al Anuario Pontificio 2020 la diócesis tenía a fines de 2019 un total de 620 fieles bautizados.
| Año                                                                             | Población            | Población  | Población      | Sacerdotes | Sacerdotes    | Sacerdotes    | Bautizados por sacerdote | Diáconos permanentes | Religiosos | Religiosos | Parroquias |
| Año                                                                             | Bautizados católicos | Total      | % de católicos | Total      | Clero secular | Clero regular | Bautizados por sacerdote | Diáconos permanentes | Varones    | Mujeres    | Parroquias |
| ------------------------------------------------------------------------------- | -------------------- | ---------- | -------------- | ---------- | ------------- | ------------- | ------------------------ | -------------------- | ---------- | ---------- | ---------- |
| 1950                                                                            | 180 000              | 3 200 000  | 5.6            | 103        | 87            | 16            | 1747                     |                      | 16         | 213        | 73         |
| 1970                                                                            | 10 000               | 5 000      | 0.2            | 55         | 23            | 32            | 181                      |                      | 37         | 198        | 15         |
| 1980                                                                            | 10 000               | 6 718 000  | 0.1            | 37         | 16            | 21            | 270                      |                      | 24         | 76         | 12         |
| 1990                                                                            | 4000                 | 8 203 000  | 0.0            | 29         | 18            | 11            | 137                      |                      | 13         | 58         | 12         |
| 1999                                                                            | 300                  | 11 000     | 0.0            | 21         | 13            | 8             | 14                       |                      | 9          | 35         | 8          |
| 2000                                                                            | 300                  | 11 000     | 0.0            | 21         | 13            | 8             | 14                       |                      | 9          | 35         | 8          |
| 2001                                                                            | 300                  | 11 000     | 0.0            | 23         | 13            | 10            | 13                       |                      | 13         | 34         | 8          |
| 2002                                                                            | 300                  | 11 000     | 0.0            | 19         | 12            | 7             | 15                       |                      | 10         | 35         | 7          |
| 2003                                                                            | 303                  | 11 000     | 0.0            | 20         | 12            | 8             | 15                       |                      | 10         | 38         | 7          |
| 2004                                                                            | 300                  | 11 000     | 0.0            | 20         | 11            | 9             | 15                       |                      | 12         | 37         | 7          |
| 2006                                                                            | 300                  | 11 182 000 | 0.0            | 18         | 11            | 7             | 16                       |                      | 8          | 33         | 7          |
| 2007                                                                            | 300                  | 11 372 000 | 0.0            | 18         | 12            | 6             | 16                       |                      | 7          | 27         | 6          |
| 2010                                                                            | 500                  | 11 917 648 | 0.0            | 17         | 9             | 8             | 29                       |                      | 10         | 25         | 6          |
| 2013                                                                            | 1000                 | 12 643 000 | 0.0            | 16         | 6             | 10            | 62                       |                      | 10         | 15         | 6          |
| 2016                                                                            | 1500                 | 13 464 815 | 0.0            | 11         | 3             | 8             | 136                      |                      | 8          | 20         | 6          |
| 2019                                                                            | 620                  | 14 335 000 | 0.0            | 10         | 4             | 6             | 62                       |                      | 6          | 15         | 6          |
| 2021                                                                            | 650                  | 14 922 315 | 0.0            | 11         | 4             | 7             | 59                       |                      | 7          | 15         | 6          |
| 2023                                                                            | 670                  | 15 475 400 | 0.0            | 12         | 6             | 6             | 55                       |                      | 6          | 14         | 6          |
| Fuente: Catholic-Hierarchy, que a su vez toma los datos del Anuario Pontificio. |                      |            |                |            |               |               |                          |                      |            |            |            |